# Liste der Naturdenkmale in Sohrschied
Die Liste der Naturdenkmale in Sohrschied nennt die im Gemeindegebiet von Sohrschied ausgewiesenen Naturdenkmale (Stand 13. Mai 2024).

## Naturdenkmale
| Nr.         | Bezeichnung                 | Lage                                                 | Beschreibung  | Bild                                    |
| ----------- | --------------------------- | ---------------------------------------------------- | ------------- | --------------------------------------- |
| ND-7140-142 | Stäweleiche im Gemeindewald | westlich des Ortes; Abteilung Sohrschieder Wald Lage | Quercus robur | Direkt Bild zu diesem Denkmal hochladen |